# Tw1 (parní lokomotiva)

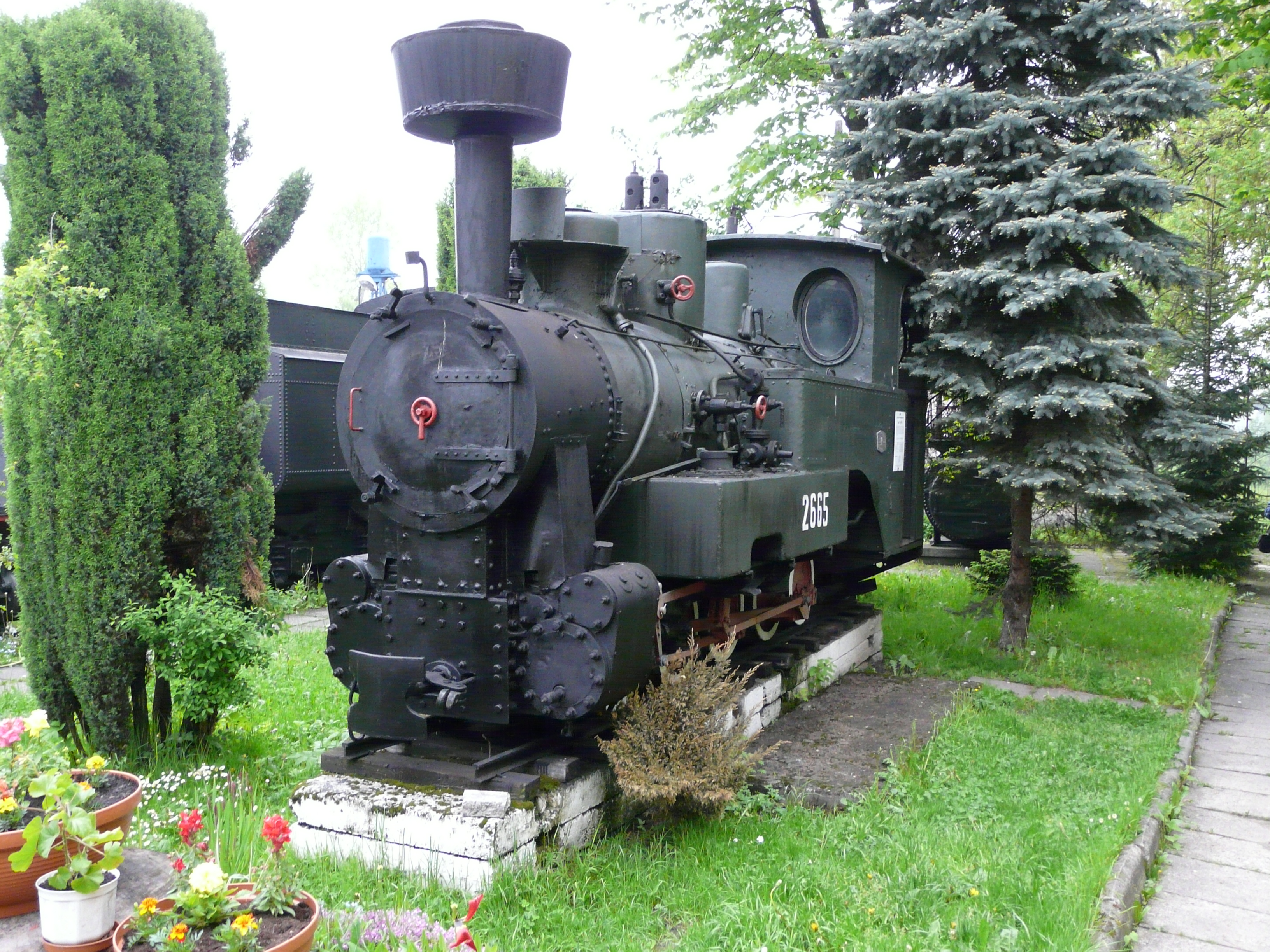
Lokomotiva Tw1-591 v Chabówce

Tw1 je parní lokomotiva úzkorozchodné dráhy, vyráběná v letech 1918 až 1919 v továrně Schwartzkopff, v Berlíně. Lokomotivy tohoto typu byly používány především k přepravě zboží při výrobě a zpracování dřeva na lesní železnici o rozchodu 600/700/750/760 mm. Jediný zachovaný exemplář na světě stojí v železničním skanzenu v Chabówce.